# 名乗り
名乗り（なのり）とは、戦において武士が味方や敵に向かって自分の姓名・身分・家系などの素性、戦功、戦における自分の主張や正当性などを大声で告げること。戦場では自分の勇名や戦功を喧伝するためなどに行われ、味方の士気を上げるためや相手方の士気を挫いたり挑発するためにも行なわれた。
『平家物語』巻十一「弓流」において、平氏方の藤原景清が源氏方の美尾屋十郎を倒し、逃げるところを捕まえようとして引きちぎった錣を長刀に刺し掲げて上げた勝ち名乗りの「遠からんもの（者）は音にも聞け、近くば寄って目にも見よ、これこそ京童の呼ぶなる上総の悪七兵衛景清よ」の口上は慣用句にもなっている。
名乗りは戦功の証明として論功行賞に関わることでもあり平安時代末期ごろから盛んに行われるようになった。名のある相手と見受ければ名乗りを上げて相手の名を求めることもあった。『平家物語』巻九「盛俊最期の事」では、平盛俊に敗れて押さえ込まれ首をとられようとしていた猪俣小平六範綱が、名の分からぬ相手の首ではさして戦功にならぬと名乗り合いすることを持ちかけ言葉巧みに命を長らえて騙し討ちにしている。また先懸や一番槍の功を認めてもらうにも名乗りを上げることによって周囲を証人とするのは有効な材料であった。『蒙古襲来絵詞』や『八幡ノ蒙古記』では先懸の前に味方同士で名乗り合って、互いを恩賞のための証人とした様子が描かれている。

## フィクションへの影響
登場人物による名乗りは史実を題材にした歌舞伎において様式化された名乗りが導入され、時代劇においても歌舞伎の流れを汲む演出として継承されるなど、日本の創作において様式美となっている。
『仮面ライダーシリーズ』や『スーパー戦隊シリーズ』などの特撮作品においてヒーローらが名乗りを上げるのは、制作している東映がテレビ時代劇の演出を取り入れたためとされる。特撮のみならず『プリキュアシリーズ』などの子供向けアニメ作品でも「変身した後に名乗りを上げる」という演出が定番となっている（例外として『キューティーハニー』は多羅尾伴内）。また、『エルドランシリーズ』では敵を撃破し勝利した後に名乗りを上げるというやや変則的なパターンが使用された。
『戦国自衛隊』でも伊庭3尉が「信玄の首、討ち取ったり！」と生首を掲げて見せるシーンがある。
このように敵の前で名乗りを上げる演出は日本人の美意識に則ったものであり、『スーパー戦隊シリーズ』で一時期省かれた際には主要なターゲットである子供の反応が悪かったなど視聴者からも支持されている要素であるが、海外で放送したときに「その間に敵の攻撃を受けるのでは？」と最も疑問を抱かれる箇所である。スーパー戦隊シリーズを英語圏向けにローカライズした『パワーレンジャー』シリーズにおいては「名乗り」に相当する英単語が無いため点呼を意味する「Roll Call」が当てられている。